# Agha Petros
Petros Elia z Baz (syr. ܦܸܛܪܘܿܣ ܐܹܠܝ݂ܵܐ ܕܒܵܙ trb. Petros Elia d-Baz; ur. kwiecień 1880, zm. 2 lutego 1932), lepiej znany jako Agha Petros (syr. ܐܓܐ ܦܛܪܘܣ trb. Agha Petros), asyryjski przywódca wojskowy w okresie I wojny światowej.

## Życiorys
Petros Elia pochodził z wioski Dolny Baz w Imperium Osmańskim. Otrzymał tam podstawowe wykształcenie, a następnie uczęszczał do szkoły prowadzonej przez europejskich misjonarzy w perskim mieście Urmia. Po ukończeniu studiów wrócił do Baz i został tam nauczycielem. Dzięki biegłej znajomości wielu języków, w tym syryjskiego, tureckiego, arabskiego, francuskiego, perskiego, kurdyjskiego, angielskiego i rosyjskiego, Osmanowie mianowali go sekretarzem, a w 1909 na krótko konsulem w Urmii.

## Kariera wojskowa
Po wkroczeniu Rosjan do Urmii, Agha Petros został mianowany generałem z niewielkimi siłami asyryjskimi pod swoim dowództwem. W serii bitew wielokrotnie pokonał siły Osmanów i Kurdów. Później zwrócili się do niego alianci i powierzono mu dowództwo lewego skrzydła armii asyryjskich ochotników. Prawe skrzydło było dowodzone przez brata Mar Szymona XIX Beniamina, Dawida Mar Szymona, a centrum było pod dowództwem Mar Szymona XIX Beniamina.
Jego ochotnicy odnieśli kilka sukcesów nad siłami osmańskimi, zwłaszcza pod Sulduz, gdzie 1500 jeźdźców Petrosa pokonało siły Kheiri Beya (8000 ludzi). Petros pokonał także Osmanów w dużym starciu pod Sawodżbolagh i wyparł ich z powrotem do Rawanduz.
Po inwazji młodoturków na Mosul, armia asyryjska, dowodzona przez Petrosa, intensywnie i skutecznie walczyła z armią osmańską i ich kurdyjskimi sojusznikami, wypierając ich z Mosulu i całego obszaru, co doprowadziło do przejęcia kontroli nad regionem przez Wielką Brytanię. Bitwy zostały szczegółowo opisane w zachowanych listach Petrosa i brytyjskich urzędników.

## Lata późniejsze
Petros był głównym negocjatorem Asyryjczyków w latach 1919-1923. 24 lipca 1923 wziął udział w Konferencji Pokojowej Ligi Narodów w Lozannie w Szwajcarii, gdzie zwrócił się do delegacji tureckiej o przesiedlenie Asyryjczyków do prowincji Hakkari i jej okolic w zamian za ich lojalność. Ówczesny minister spraw zagranicznych Turcji, İsmet İnönü, który przewodniczył tureckiej delegacji w Lozannie, był zwolennikiem przesiedlenia, ale telegram otrzymany od rządu centralnego w Ankarze udaremnił to.
Podczas swoich ostatnich lat Petros przeniósł się w pobliżu Tuluzy we Francji, gdzie mieszkał aż do śmierci. Zmarł na udar mózgu 2 lutego 1932.